# Ransby
Ransby is een dorp binnen de gemeente Torsby in de Zweedse regio Värmland. Het dorp heeft 135 inwoners (2010) en een oppervlakte van 54 hectare. Ransby ligt aan de riksväg 62 van Torsby naar het Noorse Trysil. Het dorp ligt tevens aan de Klarälven. In het dorp is het Utmarksmuseet gevestigd, in dit museum is een 40 meter lang 'pelgrimstapijt' te bezichtigen. 
Twee kilometer ten zuiden van het dorp ligt het skigebied Branäs, met 16 liften en 22 afdalingen. 